# Libia (stacja metra)
Libia – stacja na linii B metra rzymskiego. Stacja została otwarta w 2012 roku. Trzecia stacja części B1 linii B.
Znajduje się wzdłuż Viale Libia, na Piazza Palombara Sabina. Niedaleko od stacji metra znajduje się przystanek kolejowy Nomentana.